# Bogata (Mureș)
Bogata (Vroeger Bogata de Mureş, Hongaars: Marosbogát) is een comună in het district Mureş, Transsylvanië, Roemenië. Het is opgebouwd uit twee dorpen, namelijk:
- Bogata (Hongaars: Marosbogát)
- Ranta

## Geschiedenis
De eerste vermelding van het dorp stamt uit het jaar 1295.